# 柏林封鎖
柏林封锁（1948年6月24日－1949年5月12日）是冷战时期的第一次重大国际危机。第二次世界大戰后处于盟軍佔領時期下的德国，由于冷戰令蘇聯和西方國家關係持续惡化，导致苏联封锁了西方盟国通向在其管制下的柏林地区的道路和铁路，意欲迫使西方力量同意让苏联與其佔領区向整个柏林供应食物和燃料，从而使苏联在实际上控制整个城市。
為了防止城市落入蘇聯手中，英美為首的西方陣營展开了史上規模最大的空中運輸：柏林空運（英語：Berlin Airlift），为西柏林提供物资。英国皇家空军和刚刚成立的美国空军等盟國空軍部隊在1年内飛行了278,228次，向西柏林提供了2,326,406吨物資，包括燃料和食物，原计划中每天投送3475吨补给，在1949年春季，实际每日运送数目经常翻倍，最高一天曾达到12941吨。美国空军共运送了1,783,573吨补给（占总数的76.4%），英国皇家空军运送了541,937吨补给（占总数的23.3%），除了英美空軍，还有澳大利亚皇家空军、加拿大皇家空军、新西兰皇家空军和南非空军参加了整个空运。法国也参加了这场行动，但是仅仅提供了军队驻地。
到了1949年春天空运的结果开始显现，4月份后通过空运投下的物资甚至超过了之前通过铁路所运送的數量，柏林空运的成功让之前不相信其可能有所作为的苏联感到压力。封锁在1949年5月解除，然而由于西柏林的经济问题，并且英美决策部门认为苏联可能会重新开始封锁，于是在封锁解除后，柏林空运依然持续了五个月时间，直至1949年9月30日，西方占领国才真正结束了这次空运。
在整场空运行动中，七架美国飞机与八架英国飞机坠毁，39名英国士兵与31名美国士兵死亡（多数原因为非飞行事故）。
柏林封锁与其后的空运行动，集中表现了二战后激烈的意识形态与经济层面的竞争。同时推動西德倒向西方盟國，在1955年，封锁行动的六年后，西德正式加入了北约。

## 始末

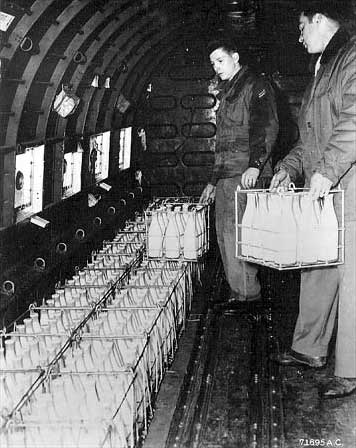
柏林空運時運輸機所載的牛奶

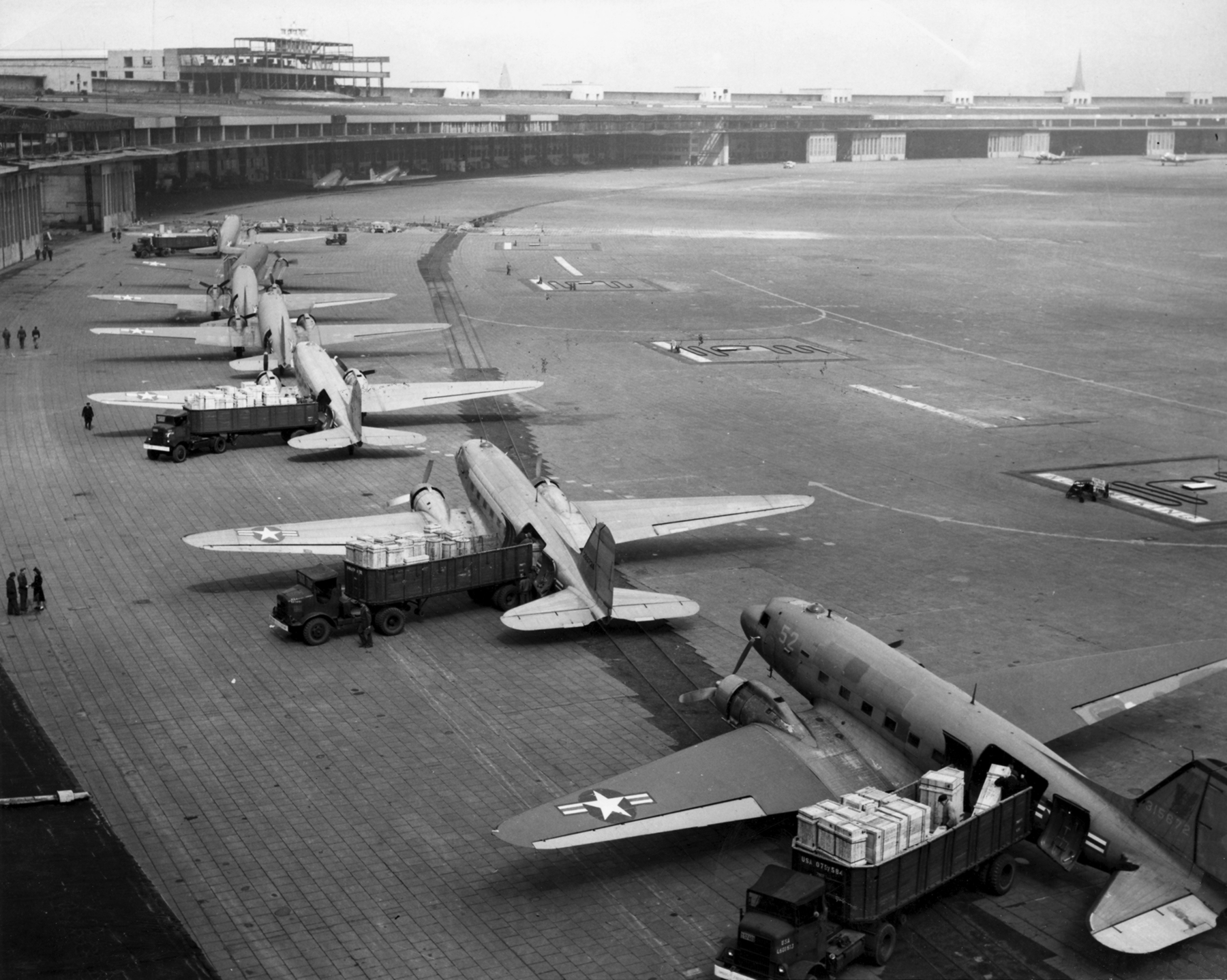
一列的C-47運輸機停泊在柏林空運的主機場--坦佩爾霍夫機場卸下救援物資

隨著美蘇冷戰的開始，美英與蘇聯在德國的問題上矛盾加深。雖然雅爾達會議與波茲坦協定規劃了納粹德國與柏林皆由同盟國分佔，但當時四國的目的並不相同。蘇聯希望新德國是沒有英美參與的共產國家，英美希望新德國成為自己盟友，而法國不樂見新德國的統一。為了使法國與英美方向一致，美國利用戰後馬歇爾計劃使法國在外交上合作，另一方面在1947年通過薩爾憲法，從法律上給予法國優惠，保證薩爾盆地地區併入法國，促使法國同意法佔德區與美英佔德區合併為西德佔領區。
1948年2月至6月，美國、英國、法國、比利時、荷蘭、盧森堡六國召開倫敦外長會議，提出「倫敦建議」，內容為法佔德區與英美佔德區協調經濟政策，共同管制對外貿易，並共同制憲，成立西德國家，以西德為中心復興歐洲。6月18日，美英法三國宣佈由6月21日起西佔區實行單方的新貨幣改革，即發行有B記號之馬克。
蘇聯得知後，於6月19日提出抗議，軍政長官索洛科夫斯基發表「告德國民眾書」，認為英美法三國欲分解德國。6月22日，蘇聯佔區也實行貨幣改革，發行新的D記號馬克，並於6月24日，全面切斷西佔區與柏林的水陸交通及貨運，只保留從西德往柏林三條空中走廊通道，史稱第一次柏林危機，形成第一次美蘇冷戰高潮。
6月29日，美國實行空運，派出大批飛機向柏林250萬居民大規模空運糧食及各種日用品，在一年間飛行次數277,728次，空運貨物211萬噸，同時對蘇佔區所缺的鋼、焦煤及電力等實行反封鎖。
1948年9月，西佔區以阿登納為首的65名州代表開始擬定新憲。1949年5月8日，德國議委會通過新法。5月12日，美英法三國軍政長官在法蘭克福批准新法，同時公佈佔領法，西德政府結構基本確立。蘇聯於封鎖中亦蒙受損失，它深知封鎖不能阻止西德建立，遂於同日宣佈撤銷封鎖，第一次柏林危機結束。
5月23日，英美法三國代表參加下，西德通過《德意志聯邦共和國基本法》，此日成為西德國慶日，西德建立，定都波昂，以阿登納總理組成了第一屆聯邦政府。9月21日，佔領法生效，令西德享有自主權，英美法三國保留管制聯邦德國之外交、外貿、國防特權力。
同一時間下，蘇聯亦在德國東部籌措成立東德意志國家，德国苏占区在1949年5月30日通過憲法，10月7日，德意志民主共和國憲法生效，東德建立，威廉·皮克為總統，格羅提渥為總理，取代蘇聯管制委員會對民主德國的外交及外貿監督，德國正式分裂為東德與西德。
另外，根据苏联情报机构将军帕维尔·苏杜普拉图夫在其1994年出版的个人回忆录《特殊使命》一书中所说，苏联在1948年－1949年中国人民解放军发动辽沈战役、淮海战役、平津战役、渡江战役这些战略进攻行动期间特意引发“第一次柏林危机”，是斯大林和毛泽东共同协商而做出的一个重大战略计划，他们想以此转移美国对中国第二次国共内战的战略注意力，将美国的援助重心牵制在欧洲，减少美国对敌视中国共产党的蔣中正领导下的中華民國國軍所提供的援助力度。